# Смирнова, Анастасия Андреевна
Анастасия Андреевна Смирнова (род. 31 августа 2002, Чусовой, Пермский край, Россия) — российская фристайлистка, выступающая в могуле и парном могуле. Бронзовый призёр зимних Олимпийских игр (2022), чемпионка мира (2021), четырёхкратная чемпионка России.

## Биография
Начала кататься на горных лыжах в 4 года с отцом. Занималась в школе олимпийского резерва «Огонёк», первый тренер — Наталья Геннадьевна Брагина.
Учится в Чайковском государственном институте физической культуры.
Тренируется у Лазаренко Сергея Анатольевича . В 14 лет вошла в состав сборной России.

## Результаты
Впервые приняла участие в чемпионате России 2016 года в возрасте 13 лет. Через год завоевала первую медаль — «бронзу» в могуле. На чемпионате-2018 стала чемпионом России в могуле, на чемпионате-2019 — в обеих дисциплинах.
- : могул 2018, 2019, 2020; парный могул 2019.
- : могул 2021; парный могул 2018, 2020, 2021.
- : могул 2017.

Участвовала в юниорских чемпионатах мира в 2017, 2019 и 2021 годах, завоевала 5 медалей.
- : парный могул 2019.
- : могул 2017.
- : могул 2021; парный могул 2017, 2021.

Участвовала в чемпионатах мира 2019 и 2021, завоевала 2 медали.
- : парный могул 2021.
- : могул 2021.

Дебютировала в Кубке мира 11 февраля 2017 года. По состоянию на 4 февраля 2021 года трижды поднималась на подиум.
- : парный могул 2021/2022.
- : могул 2019/2020, 2020/2021.

Вошла в состав сборной Олимпийского комитета России на Олимпиаде 2022 в Пекине. В первой квалификации в могуле заняла 8-е место, обеспечив себе выход в финал. В первом финале заняла 10 место, во втором — 8-е, а в решающем раунде заняла третье место, обойдя чемпионку прошлых игр Перрин Лаффон.

## Награды
- Медаль ордена «За заслуги перед Отечеством» II степени (2022) — за высокие спортивные достижения, волю к победе, стойкость и целеустремлённость, проявленные на XXIV Олимпийских зимних играх 2022 года в городе Пекине (Китайская Народная Республика)[2]